# Whixall
Whixall – wieś w Anglii, w hrabstwie Shropshire. Leży 23 km na północ od miasta Shrewsbury i 236 km na północny zachód od Londynu.